# NGC 1567
NGC 1567 è una vasta galassia ellittica situata nella costellazione del Bulino, a una distanza di circa 222 milioni di anni luce dalla nostra Via Lattea.

## Scoperta
La galassia è stata scoperta il 28 dicembre 1834 dall'astronomo britannico John Herschel.

## Descrizione
Secondo Soares e colleghi, NGC 1567 e ESO 202-09 formano una coppia di galassie.
La distanza dalla nostra Via Lattea di ESO 202-009 è di 224 milioni di anni luce, valore che è pressoché identico a quello di NGC 1567; questo conferma che le due galassie sono effettivamente in interazione gravitazionale tra loro.